# Station Skotterud
Station Skotterud is een station in Skotterud in de gemeente Eidskog in fylke Innlandet  in  Noorwegen. Het station, oorspronkelijk Eidsskog stasjon, ligt aan Kongsvingerbanen. Het stationsgebouw dateert uit 1865 en is een ontwerp van Georg Andreas Bull.  Sinds 1990 is Skotterud gesloten voor personenvervoer.
Vanaf Skotterud liep tot 1965 een zijlijn:Vestmarkabanen. Deze lijn uit 1918 werd al in 1931 gesloten voor personenvervoer, in 1965 moest ook het goederenvervoer er aan geloven.